# NEOMA Business School
NEOMA Business School és una escola de negocis europea amb seus a París, Rouen i Reims. Foi Fundada l'any 2013. NEOMA se situa entre les escoles de negocis més ben valorades del món. L'any 2019, el seu programa de Master in Management figura a la 43a posició a escala mundial. NEOMA imparteix també un programa de doctorat i diferents programes de màster d'administració especialitzats en màrqueting, finances, emprenedoria i altres disciplines. Els programes de l'escola compten amb una triple acreditació, a càrrec dels organismes AMBA, EQUIS i AACSB. Per l'escola hi han passat més de 62.500 estudiants que després han ocupat llocs de responsabilitat en el món dels negocis i la política, com ara Shi Weillang (CEO d'Huawei France) i Wilfried Guerrand (Hermès).